# Libro blanco del cambio de gobierno en Chile
El Libro Blanco del cambio de gobierno en Chile es un libro editado tras el golpe de Estado de 1973, escrito por Gonzalo Vial Correa y la Secretaría General de Gobierno. En él se denunciaba la existencia del «Plan Zeta», un supuesto plan del gobierno de Salvador Allende para llevar a cabo un autogolpe. Una de las etapas del montaje indicaba que la idea de las autoridades de la Unidad Popular era asesinar a los altos mandos de las Fuerzas Armadas y sus familiares.
El 30 de octubre de 1973, en una ceremonia oficial, el coronel Pedro Ewing Hodar, secretario general de Gobierno, presentó el Libro Blanco, el cual fue preparado por el historiador Gonzalo Vial Correa con la estrecha supervisión del almirante Patricio Carvajal. Con posterioridad, el Gobierno de Estados Unidos, la CIA, y el informe Hinchey del Senado de Estados Unidos denunciarían este supuesto Plan como una operación de guerra psicológica de la Marina de Chile para justificar las violaciones de los derechos humanos cometidas durante la dictadura militar de Augusto Pinochet. Federico Willoughby, primer secretario de la Junta Militar y quien lo presentara en 1973 en los medios, también denunció que dicho plan era una falsedad y una operación de guerra sicológica.
Luego del golpe de Estado, comenzando la dictadura militar se creó la Dirección de Inteligencia Nacional (DINA), que detuvo, torturó y asesinó a numerosas personas utilizando el «Plan Zeta» como argumento principal para sus detenciones.

## Creación del libro

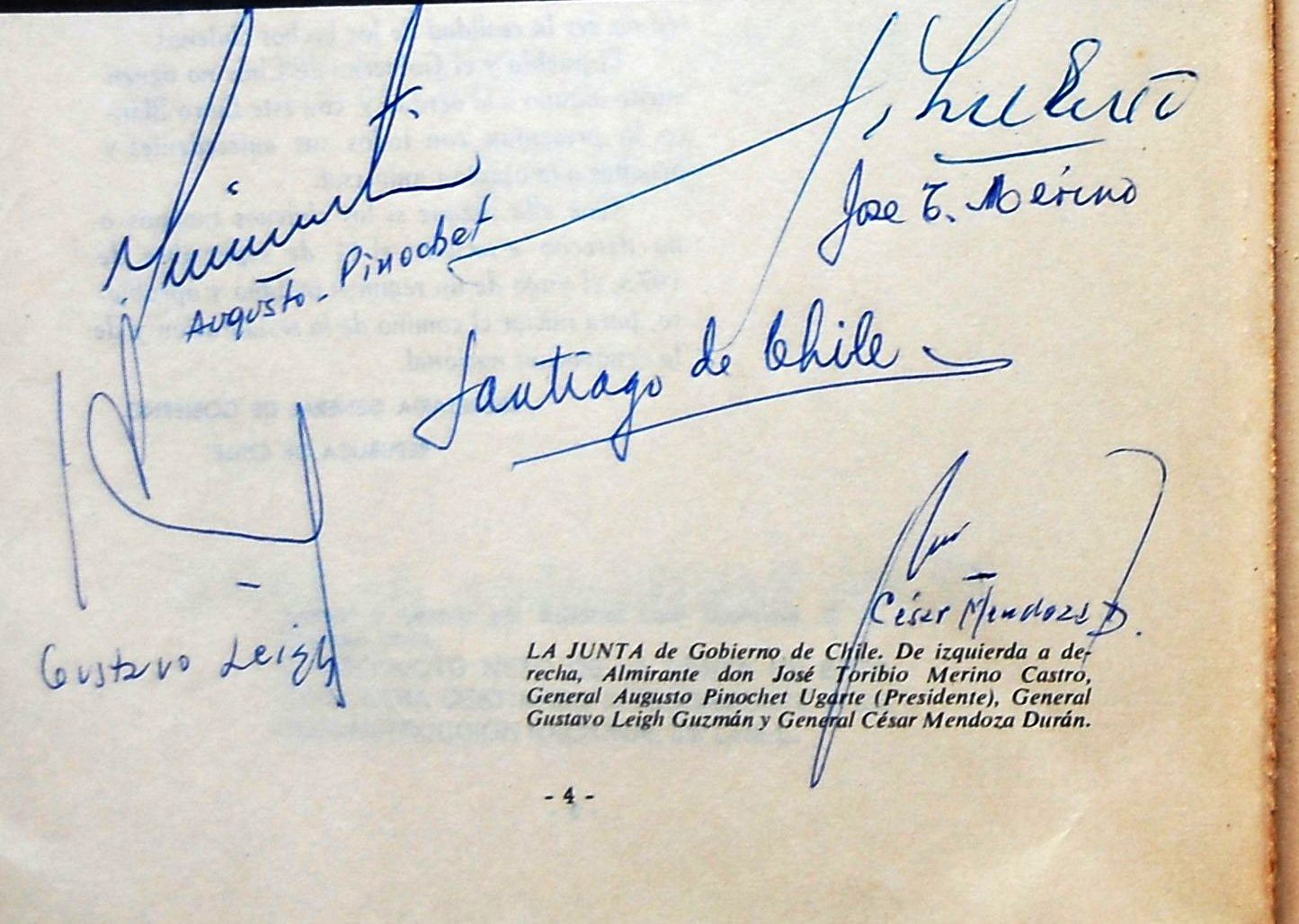
Autógrafos de los cuatro miembros de la Junta Militar en el Libro Blanco.

Luego del golpe de Estado en Chile de 1973 que derrocó a Salvador Allende, la Junta Militar enfrentó una serie de críticas internacionales. Las imágenes del Palacio de La Moneda ardiendo y los arrestos masivos, han fijado la imagen de la Junta. En esas circunstancias, el general Augusto Pinochet señaló a la prensa la existencia del Plan Zeta.
Según la investigación del periodista Francisco Herreros, la existencia de este supuesto plan fue revelada el 17 de septiembre de 1973, mediante su filtración por parte del servicio de inteligencia de la Armada a Julio Arroyo Kuhn, corresponsal en Concepción de los diarios El Mercurio y Las Últimas Noticias. La noticia fue difundida en dichos medios de comunicación.

Un plan destinado a decapitar la cúpula militar y eliminar a la oposición al gobierno de Allende, fue descubierto al parecer en los archivos del Palacio Presidencial, se informó en buena fuente
Las Últimas Noticias

El descerrajamiento de la caja fuerte de la Subsecretaría del Interior dejó al descubierto el minucioso plan elaborado para que se cumpliera el 17 de septiembre, a fin de asesinar simultáneamente a los jefes de las Fuerzas Armadas, políticos de oposición, periodistas y profesionales que discreparan con el gobierno depuesto
El Mercurio.

El primer anuncio oficial lo realizó el coronel Pedro Ewing Hodar, el 22 de septiembre de 1973, al denunciar el hallazgo en la caja fuerte del subsecretario del Interior Daniel Vergara, los documentos de la Unidad Popular que revelaban detalles de un golpe de Estado. Estos documentos fueron publicados el 30 de octubre por la Secretaría General de Gobierno, durante la dictadura militar, como parte del "Libro Blanco del cambio de gobierno en Chile" preparado por el historiador Gonzalo Vial Correa con la estrecha supervisión del almirante Patricio Carvajal.
Una seguidilla de informaciones periodísticas sobre arsenales y escuelas de guerrillas, eventualmente lo "avalaron": "Comunistas y socialistas serían los ejecutores: 600 familias iban a ser asesinadas en Concepción”; “Marxistas Proyectaban la Destrucción de Limache”; “Planes Siniestros Alentaban Marxistas en Zona Salitrera”; “Otra Escuela de Guerrillas se Descubrió en Nueva Imperial”.

### Plan Zeta
En Chile, el Plan Zeta es el nombre atribuido a un  plan para llevar a cabo una insurrección armada, un autogolpe, por parte del gobierno de Salvador Allende. Su supuesta existencia fue divulgada por los militares que llevaron a cabo el Golpe de Estado en Chile de 1973.

#### Contradicciones de las denuncias
Existen diversas razones que lleva a concluir que lo expresado en el Libro blanco se trata de un montaje. Algunas de ellas son las siguientes:
- Los documentos son presentados como un plan, pero el libro no especifica quienes son sus líderes y ejecutores, cómo se llevaría a cabo, con qué armas y con qué medios de transporte.[3] Tampoco se especifican fechas claras de los pasos previos ni ninguna otra información específica.[2]
- Según la prensa y la televisión de la dictadura militar, instaurada en los años posteriores al Golpe de Estado, el Plan Z sería ejecutado en Arica el día 17 de septiembre en la parada preparatoria. Sin embargo, el Libro blanco señala como fecha de ejecución del plan el 19 de septiembre.[3]
- El plan suponía la existencia en Chile de diez mil guerrilleros cubanos, así como veinte mil fusiles AK-47. Sin embargo, para el Golpe de Estado no apareció ningún guerrillero cubano, ni tampoco armamento de ese tipo.[2] De hecho, durante las semanas previas al Golpe los militares efectuaron numerosas redadas a lo largo del país, en la búsqueda de armamento oculto por las fuerzas de la Unidad Popular, pero en ninguna de ellas se encontró armamento alguno.[6]
- En 1997, el exdirector de El Mercurio Arturo Fontaine afirmaría no tener clara la autenticidad o fraude de los documentos, "No tengo ninguna prueba de que haya existido el Plan Z. En ese momento se daba como un hecho cierto. Para mí es hoy una incógnita".[5]
- El capítulo 3 del informe de la Comisión Valech se refiere al Plan Zeta:

"Los esfuerzos de propaganda del régimen buscaron crear -con el apoyo de los medios de comunicación partidarios, que amplificaban la versión oficial de los hechos- un clima de opinión favorable a la aplicación de acciones punitivas. Resulta ilustrativo el presunto Plan Z, que habría definido genéricamente las víctimas en la mira de la izquierda abocada a la conquista del poder total por medio de la fuerza, y que evidencia, por parte de los militares y de sus colaboradores civiles, la pretensión de disculpar las medidas represivas, así presentadas como actos de legítima defensa. El Plan Z destacaba entre los alarmantes hallazgos consignados en el Libro blanco del cambio de gobierno en Chile, obra redactada para suscitar apoyo emocional al golpe militar y sus consecuencias, ilustrada con fotos del "armamento de guerra pesado y liviano encontrado por las fuerzas militares y de orden en los arsenales de la Unidad Popular". Este libro, cuyas revelaciones nunca han podido ser validadas empíricamente, presentaba al pronunciamiento militar como la oportuna y justa reacción al inminente autogolpe de la Unidad Popular"
Capítulo 3 del Informe de la Comisión Valech.

- Federico Willoughby-MacDonald, primer vocero de la dictadura militar  en entrevista con The Clinic señaló:

"Fue una gran maniobra de guerra sicológica. Yo no sabía la existencia del Plan Z y era funcionario de la Junta de Gobierno y, por lo tanto, tendría que haber sabido. Cuando vi el Libro Blanco que contiene el Plan Z, no me intereso mirarlo porque reconocí que eran papeles y fotos que había visto con posterioridad al 11 de septiembre en el Ministerio de Defensa. Eran todos los documentos que se habían juntado  en todos los allanamientos en las sedes de los partidos políticos en Santiago. Estaban en una pieza llena de fotos de actas de los partidos marxistas. De allí se debe haber seleccionado un material especial... Yo tengo la impresión que la gente encargada de las operaciones de inteligencia discernieron que era conveniente generar un elemento  de justificación del pronunciamiento militar para convencer a la población civil que los habían salvado. Entonces, se hizo este libro y se produjo —incluso— un efecto social. Había gente que decía con cierto orgullo: Ah, yo estaba en la lista de los que iban a matar y eso generaba un cierto estatus... Este libro, le repito, es producto de una campaña de guerra sicológica"
Federico Willoughby-MacDonald, primer vocero del dictadura militar  en entrevista con The Clinic

## Inspiración
Según el capitán Carlos de Almada Contreiras, la idea de utilizar las canciones «Grândola, Vila Morena» y «E depois do adeus» como señal de aviso a las tropas que dieron inicio a la Revolución de los Claveles en Portugal el 25 de abril de 1974 surgió luego de leer el Libro blanco del cambio de gobierno en Chile durante una estadía en Madrid en la Pascua de 1974; en él se presentaba un listado de canciones que supuestamente serían utilizados para indicar determinadas acciones por parte de los integrantes del Plan Z.